# 尹錫烈
もしかして
- 尹錫悦

ではありませんか？